# Psychoakustyka
Psychoakustyka, akustyka psychologiczna – dziedzina nauki zajmująca się badaniem i opisywaniem związków zachodzących między falą dźwiękową docierającą do uszu słuchacza (bodźcem) a subiektywnie odczuwanym wrażeniem, które u niego wywołuje. Jest to nauka z pogranicza akustyki i psychologii. Działem akustyki zajmującym się psychoakustyką jest akustyka słuchu, natomiast działem psychologii jest psychologia poznawcza. Dziedzinami, do których stale odwołuje się psychoakustyka, są również anatomia, neuropsychologia oraz fizjologia.

## Wprowadzenie
Podstawowym zadaniem jakie stawia się przed psychoakustyką jest opisanie i wyjaśnienie różnych aspektów percepcji słuchowej na gruncie anatomii i fizjologii układu słuchowego. Dokładne zrozumienie procesu w jaki percypowane są dźwięki docierające do narządu słuchu nie jest zadaniem trywialnym. Dlatego też wiedza w tym względzie, pomimo prawie stu lat intensywnych badań, wciąż nie jest tak precyzyjna jak można sobie tego życzyć.
Znajomość własności układu słuchowego i zrozumienie jego pracy ma swoje implikacje w wielu dziedzinach nauki i techniki. Po pierwsze, pozwala na opracowanie układów korygujących ubytki słuchu u ludzi chorych. Dotyczy to zarówno względnie prostych układów aparatów słuchowych stosowanych u ludzi niedosłyszących jak również skomplikowanych implantów ślimakowych przeznaczonych dla osób niesłyszących w wyniku wrodzonego lub nabytego uszkodzenia ślimaka. Naukowcy mają również nadzieję, że rozwój psychoakustyki pozwoli w przyszłości na opracowanie implantu zastępującego cały peryferyjny układ słuchowy, dostarczający sygnały w odpowiedniej formie bezpośrednio do pnia mózgu (sztuczne ucho).
Po drugie, poznanie charakterystyk oraz ograniczeń układu słuchowego umożliwia opracowywanie nowych, lepszych urządzeń rejestrujących, transmitujących, przetwarzających i generujących fale dźwiękowe. Wiedza na temat lokalizacji dźwięku pozwoliła już między innymi na opracowanie układów stereo i kwadrofonii oraz systemów dźwięku dookólnego. Korzystają z tego biomimetycy. Znajomość zakresów słyszalności dźwięku pozwoliła na udoskonalenie między innymi takich urządzeń jak głośniki, słuchawki, mikrofony, wzmacniacze elektroakustyczne i magnetofony. Wreszcie, poznanie zasad rządzących maskowaniem dźwięków oraz progów słyszalności przyczyniło się do opracowania skutecznych metod kompresji stratnej sygnału, pozwalając na ponad dziesięciokrotne zmniejszenie objętości informacyjnej sygnału (przy nieznacznym ubytku jakości), doprowadzając między innymi do powstania tak popularnych kodeków dźwięku jak MPEG-1/2 Audio Layer-3 (nazywany MP3) czy ATRAC.
Po trzecie, wiedza o fizjologii i budowie ucha jest wykorzystywana w bionice i akustyce cybernetycznej dostarczając nowych koncepcji na temat budowy systemów automatycznego rozpoznawania mowy i mówców czy analizy sceny akustycznej przez automaty. Zastosowanie modeli układu słuchowego ma swoje zastosowanie przy opracowywaniu obiektywnych (czyli instrumentalnych) metod oceny i predykcji jakości transmisji, kodowania i rejestracji mowy i muzyki. Metody te stosowane są między innymi w telekomunikacji (np.: PSQM, PESQ, PEAQ, MBSD) oraz przy projektowaniu i ocenie sal kinowych, koncertowych, operowych, teatralnych i audytoryjnych (np. STI).
Wreszcie, po czwarte, badania psychoakustyczne mogą być postrzegane w kategoriach nieinwazyjnego badania zasad leżących u podstaw funkcjonowania układu słuchowego lub, idąc dalej, sposobu w jaki nasz umysł postrzega otoczenie i na tej podstawie buduje jego obraz – swoisty model rzeczywistości zjawiskowej. Warto mieć na uwadze, że właśnie badania z zakresu percepcji dźwięku stanowiły przyczynek do zaproponowanej przed II wojną światową w Niemczech i rozwijanej następnie po wojnie w Stanach Zjednoczonych teorii percepcji, która odróżnia się od innych, alternatywnych teorii psychologicznych – psychologii postaci.

## Podstawowe zagadnienia
Do podstawowych zagadnień psychoakustyki należą:
- percepcja głośności,
- percepcja wysokości,
- rozdzielczość częstotliwościowa układu słuchowego,
- percepcja niestacjonarnych sygnałów akustycznych,
- przestrzenna percepcja dźwięków,
- percepcja obiektów słuchowych oraz analiza planu akustycznego,
- percepcja mowy,
- percepcja muzyki.

## Podstawowe pojęcia psychoakustyki
| A-J                                      |
| ---------------------------------------- |
| adaptacja sensoryczna                    |
| akustyczne prawo Ohma                    |
| asynchroniczność                         |
| audiogram                                |
| barwa dźwięku                            |
| bel                                      |
| częstotliwość charakterystyczna          |
| decybel                                  |
| detekcja modulacji                       |
| detekcja przerw                          |
| dyskryminacja częstotliwości             |
| dyskryminacja natężenia                  |
| dysonans                                 |
| echa Kempa                               |
| efekt ciągłości                          |
| efekt precedensu                         |
| ekwiwalentna szerokość prostokątna (ERB) |
| emisje otoakustyczne                     |
| filtr słuchowy                           |
| fon                                      |
| fonem                                    |
| formant                                  |
| funkcja binauralna                       |
| głośność                                 |
| głuchota                                 |
| grupowanie                               |
| harmonia                                 |
| implant ślimakowy                        |

| K-P                                   |
| ------------------------------------- |
| komodulacyjne odmaskowanie            |
| kompresja                             |
| krzywa słyszalności                   |
| krzywa strojenia                      |
| krzywa jednakowej głośności (izofona) |
| krzywa jednakowego natężenia          |
| lateralizacja                         |
| lokalizacja                           |
| MAA                                   |
| MAF                                   |
| MAP                                   |
| maskowanie                            |
| MDI                                   |
| mod mowy                              |
| mod percepcji                         |
| model układu słuchowego               |
| mowa                                  |
| nerw słuchowy                         |
| nieliniowość                          |
| obszar dominacji                      |
| okno czasowe                          |
| oktawa                                |
| organizacja percepcyjna               |
| ototoksyczność                        |
| percepcja dualna                      |
| percepcja kategorialna                |
| percepcja przestrzeni                 |
| pobudzenie                            |
| poziom wrażenia                       |
| prawo Stevensa                        |
| Prawo Webera-Fechnera                 |
| próg absolutny                        |
| próg różnicowy                        |
| przemaskowanie                        |
| przewyższenie maskowania              |
| psychologia postaci (Gestalt)         |

| R-Z                            |
| ------------------------------ |
| residuum tonalne               |
| rozdzielczość czasowa          |
| rytm(percepcja)                |
| segragacja strumienia          |
| sekwencje Huffmana             |
| selektywność częstotliwościowa |
| son                            |
| spektrogram                    |
| sumowanie czasowe              |
| supresja                       |
| synchroniczność fazowa         |
| szum                           |
| ślimak                         |
| teoria detekcji sygnału        |
| ton                            |
| transjenty                     |
| uszkodzenie słuchu             |
| widmo                          |
| wstęga krytyczna               |
| wysokość dźwięku               |
| zjawisko figura-tło            |
| zjawisko Haasa                 |
| zmęczenie                      |

## Zastosowania praktyczne
- aparaty słuchowe
- implanty ślimakowe
- kompresja stratna dźwięku